# 勒功乡
勒功乡，是中华人民共和国江西省景德镇市浮梁县下辖的一个乡镇级行政单位。

## 行政区划
勒功乡下辖以下地区：
杨家坂村、查村、勒功村、沧溪村、石溪村和白茅村。

## 中国传统村落
2012年，沧溪村被评为首批“中国传统村落”。